# John By

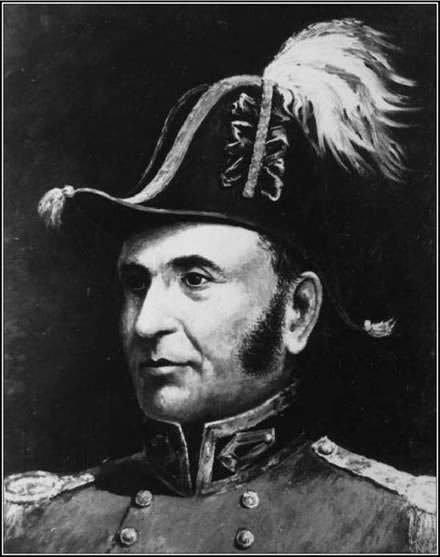
John By

John By (ur. prawdopod. 7 sierpnia 1779 r. w Lambeth niedaleko Londynu, zm. 1 lutego 1836 w miejscowości Frant w East Sussex) – angielski wojskowy, podpułkownik armii brytyjskiej, specjalista z zakresu inżynierii wojskowej. Był organizatorem i kierownikiem budowy Kanału Rideau w Kanadzie oraz założycielem miasta, będącego dziś stolicą tego kraju – Ottawy.
Był synem George’a By i Mary Bryan. Studiował w Królewskiej Akademii Wojskowej w Woolwich. Po uzyskaniu patentu oficerskiego 1 sierpnia 1799 r. wstąpił do Artylerii Królewskiej, by następnie, 20 grudnia tegoż roku zostać przeniesionym do korpusu Royal Engineers. W sierpniu 1802 r. został wysłany do brytyjskiej prowincji Kanady, gdzie pracował przy rozbudowie fortyfikacji Quebecu oraz przy usprawnianiu żeglugi na Rzece Świętego Wawrzyńca. Tam też 24 czerwca 1809 r. uzyskał stopień kapitana. W czasie wojen napoleońskich wrócił do Europy i w latach 1810–1812 walczył w Hiszpanii pod dowództwem księcia Wellingtona, uczestnicząc m.in. w 1811 r. w oblężeniu Badajoz. Wezwany w 1812 r. do Anglii, kierował fabrykami prochu w Waltham Abbey, Faversham i Purflect. 23 czerwca 1814 r. został awansowany do stopnia majora. W tym samym roku zaprojektował nową fabrykę broni w Enfield Lock (dziś Londyn), której budową następnie kierował. Po upadku Napoleona przeszedł w stan spoczynku, a w 1821 r., w ramach oszczędności podjętych w armii brytyjskiej, został przeniesiony na połowę należnego żołdu. 2 grudnia 1824 r. otrzymał awans na podpułkownika.
W marcu 1826 r., z uwagi na znaczne doświadczenie inżynierskie w zakresie budownictwa, generał Gother Mann, generalny inspektor do spraw fortyfikacji w brytyjskim Sztabie Generalnym, znów powołał go do armii i skierował ponownie do Kanady z tytułem inżyniera-superintendenta. By miał zaprojektować i wybudować drogę wodną łączącą rzekę Ottawa z jeziorem Ontario – dzisiejszy Kanał Rideau. Ponieważ kanał miał przebiegać przez niezamieszkane dotąd tereny, pierwszym zadaniem By’a była budowa obozu nad rzeką Ottawa, który mógłby pomieścić przyszłych pracowników. Obóz ten wkrótce zmienił się w rozległą osadę, nazwaną na cześć jej założyciela Bytown. Z czasem rozwinęła się ona w miasto, zwane dziś Ottawą.
John By wylądował w porcie Québec 30 maja 1826 r. Latem tego samego roku przemierzył łodzią całą dwustukilometrową trasę planowanego kanału, korygując pewne jego odcinki oraz czyniąc szkice do szczegółowego projektu tej wielkiej budowli hydrotechnicznej, która bez większych zmian funkcjonuje do dziś dnia. Przekonał też swoich przełożonych do znacznego powiększenia pierwotnie założonych wymiarów śluz, dzięki czemu kanał mógł w niedalekiej przyszłości przyjmować również wchodzące w użycie większe statki z napędem parowym.
Kanał został ukończony w ciągu sześciu lat (w 1832 r.) i okrzyknięty triumfem ówczesnej inżynierii. Pierwotny koszt jego budowy, szacowany na 169 tys. funtów, zamknął się ostatecznie w kwocie nieco ponad 800 tys. funtów. Prawdopodobnie w wyniku wewnętrznych rozgrywek między dowództwem armii a Skarbem Państwa, John By został w niejasny sposób oskarżony o nadużycia finansowe przy budowie. Chociaż w 1832 r. powrócił do Anglii, nie został nigdy oficjalnie wezwany do stawienia się przed komisją Skarbu Państwa celem złożenia wyjaśnień i oczyszczenia się z zarzutów. Pomimo iż prywatnie wiele prominentnych osób wspierało Johna By’a, jednak nigdy nie otrzymał on oficjalnej pochwały za stworzenie tak doniosłego dzieła.
John By zmarł w 1836 r. i został pochowany w miejscowości Frant w East Sussex, w południowo-wschodniej Anglii.
Imię Johna By’a zostało upamiętnione w nazwie handlowej dzielnicy Ottawy ByWard Market. Jego postać przypomina też posąg dłuta Émile Bruneta, usytuowany w 1971 r. w parku Major’s Hill. W Ottawie istnieje również Colonel By Secondary School, a imię pułkownika By’a nosi pawilon Wydziału Inżynierii Uniwersytetu Ottawy.
W 1979 r., z okazji dwusetnej rocznicy urodzin Johna By’a, poczta kanadyjska wydała znaczek z jego podobizną.